# 馬場惇平
馬場 惇平（ばば じゅんぺい、1995年1月28日 - ）は、日本の男性声優。山形県出身。81プロデュース所属。

## 略歴
声優になろうと思ったきっかけは中学生の頃に『マクロス7』を見たことから。アニメを見ていた一方でサッカー部の活動を勤しんでいたという。
81ACTOR'S STUDIO出身。2017年4月1日付けで81プロデュース所属。
2016年、『ツキプロ Music Grand Prix 2016』のオーディションに合格し、ツキクラ2期生として両国ジュンペイ役を担当する。
2019年、「DarkestoRy」のオーディションに選ばれ、朗読アーティストとしてデビュー。
2023年8月31日をもってDarkestoRyとしての活動を終了。

## 人物
声種はハイバリトン。
趣味・特技には歌唱、弓道、ドリップコーヒーをそれぞれ挙げている。

## 出演
太字はメインキャラクター。

### テレビアニメ
2017年
- 将国のアルタイル（親兵G、乗組員）

2018年
- ダメプリ ANIME CARAVAN（従者A、街の人B、チンピラ、男）
- 3D彼女 リアルガール（空手部員）
- ぱすてるらいふ（モブ男②）
- 夢王国と眠れる100人の王子様（ユメクイ）

2019年
- キラキラハッピー★ ひらけ!ここたま（ブブブー）
- 賭ケグルイ××（生徒）
- キラッとプリ☆チャン（記者）
- MIX（2019年 - 2023年、小倉、部員A） - 2シリーズ
- Fate/Grand Order -絶対魔獣戦線バビロニア-（ウルク兵士）

2020年
- 22/7（楽器店店員、スタッフ、医者、記者）
- メジャーセカンド（武井、一塁審）
- 遊☆戯☆王SEVENS（2020年 - 2021年、マサヒコ）

2021年
- IDOLY PRIDE（観客E）
- 約束のネバーランド（警備鬼）
- 灼熱カバディ（イケメンサッカー部員2、サッカー部員2、審判、花井春）
- カノジョも彼女（サラリーマン）
- ワッチャプリマジ!

2022年
- フットサルボーイズ!!!!!（花山院快斗）
- うたわれるもの 二人の白皇（シャッホロ兵）
- 農民関連のスキルばっか上げてたら何故か強くなった。（村人）
- 弱虫ペダル LIMIT BREAK（2022年 - 2023年、観客、箱根学園部員）
- デュエル・マスターズ WIN（2022年 - 2024年、岩井くん、赤い稲妻 テスタ・ロッサ、ブルーム＝プルーフ、アストマープル-T3、天命龍装 ホーリーエンド 他） - 2シリーズ

2023年
- 大雪海のカイナ（アソル）
- HIGH CARD（2023年 - 2024年、テロリスト、刑事、兵士） - 2シリーズ
- 異世界はスマートフォンとともに。2（兵士、騎士）
- 忍たま乱太郎（忍たま）
- 魔法少女マジカルデストロイヤーズ（コフィサー）

2024年
- BEYBLADE X（ブレーダー、観客）

2025年
- ギルドの受付嬢ですが、残業は嫌なのでボスをソロ討伐しようと思います（冒険者）
- 紫雲寺家の子供たち（通行人C）
- 前橋ウィッチーズ（同級生男子）
- 戦隊大失格（空風）
- 青春ブタ野郎はサンタクロースの夢を見ない（中学生）

### 劇場アニメ
- 大雪海のカイナ ほしのけんじゃ（2023年）

### Webアニメ
- Fate/Grand Order -絶対魔獣戦線バビロニア- Episode 0 Initium Iter（2019年、カルデア職員）
- パワフルプロ野球 パワフル高校編（2021年、観客、（覇堂高校）男子部員）
- アイドルランドプリパラ（2022年、男子）
- トランスフォーマー ワイルドキング（2025年、キャプテンヴォルカ）

### ゲーム
2010年代
- 東京ドラゴンシティ（2017年、アレキサンダー、グレゴリー、グレンデル）
- クイズRPG 魔法使いと黒猫のウィズ（2017年、アーレス、アクロイス・リンデ）
- ウイニングハンド（2018年、理解不能のマッドハッター）
- 夜明けのベルカント（2018年、トシヒコ・タツミ）
- DAEMON X MACHINA（2019年、プレイヤーボイス）
- デュエル・マスターズ プレイス（2019年、機神装甲ヴァルディオス）

2020年代
- フットサルボーイズ!!!!! ハイファイリーグ（2021年、花山院快斗）
- eBASEBALLパワフルプロ野球2022（2022年、二宮瑞穂）
- Library of Ruina（2024年、ネツァク）
- プロジェクトセカイ カラフルステージ! feat. 初音ミク（2025年）

### ドラマCD
- 劇団アルタイル「Twinkling stars BLUE」（2018年、両国ジュンペイ）
- THE IDOLM@STER MILLION THE@TER GENERATION 07 トゥインクルリズム（2018年、グーフー団）
- キラボシチューン「劇的インフィニティ」（2018年、スタッフ[20]）
- 千歳くんはラムネ瓶のなか「王様とバースデー」（2020年、千歳朔[21]）
- THE IDOLM@STER  MILLION THE@TER WAVE 11・18（2020年 - 2021年、生徒、スタッフ）

### BLCD
- ドS男子が寝かせてくれない（2018年、男子）
- 好物はこっそりかくして腹のなか（2018年、学生時代の友人[22]）
- ドラッグレス・セックス 第1弾「杉野と桧木」（2019年、社員、たかしくん、研究員[23]）
- オオカミくんはこわくない（2019年、肉食男子[24]）

### デジタルコミック
- キセキのローレライ（2019年、鯱野オルカ[25]）
- Bite Maker 〜王様のΩ〜（2021年、秀吉、左近、央[26]）
- デブとラブと過ちと!（2022年、谷川）

### オーディオブック
- ピンポンラバー（2019年、風間健斗＆前園一輝）
- 羽月莉音の帝国（2020年、春日恒太）
- 千歳くんはラムネ瓶のなか 1〜2[27][28]（2020年 - 2021年、朗読[29][30]、千歳朔）
- 女子モテな妹と受難な俺（2020年、朗読、日向明日太）
- 元将軍のアンデッドナイト（2020年、クレイドル ほか[31]）
- 月とライカと吸血姫 2〜7（2021年 - 2024年、バート・ファイフィールド ほか）
- 熾界龍皇と極東の七柱特区（2021年、飛田蓮路 ほか[32]）

### 舞台
- ツキプロ文化祭「死にかけ男が転生目指して芸能界で頑張ります！～しにてん～」（2017年、須崎良一[33]）
- ツキプロ文化祭 舞台「夏夢祭」月野百鬼夜行外伝（2018年、蓮華衆の宗厳[34]）
- ストーリーライブ「佐々木李子 SynapstoRy～魔女と呼ばれたジャンヌダルク～」（｢甘い嘘｣の歌唱も担当[35]）
- ストーリーライブ「佐々木李子 SynapstoRy ～魔女と呼ばれたジャンヌダルクRE:～」[36]
- 81プロデュース&イープラスカフェプレゼンツ 「THE ROUDOKU」（「同窓会」: 2019年7月24日、eplus LIVING ROOM CAFE&DINING）[37]
- Team BareboAt 実験公演 vol.2「囁きの花束 2022 -healing reading live-」（2022年5月5日、晴れたら空に豆まいて）[38]
  - 『きょうだい』 - 和馬 役
  - 『マッピー』 - 祐介（21歳） 役
- 朗読劇「天上の虹」壬申の乱編（2025年7月27日〈予定〉、あうるすぽっと） - 高市皇子 役[39]

### ラジオ
- ラジオダブルディア シーズン5（2022年、ラジ友）

### ラジオドラマ
- マガツノート（2022年 - 2024年、官兵衛）

## ディスコグラフィ

### キャラクターソング
| 発売日        | 商品名                                           | 歌 | 楽曲                          | 備考                                                     |
| ------------- | ------------------------------------------------ | --- | ----------------------------- | -------------------------------------------------------- |
| 2022年2月9日  | フットサルボーイズ!!!!! プレイヤーソングアルバム | フットサルボーイズ!!! | 「Higher Goals」              | ゲーム『フットサルボーイズ!!!!! ハイファイリーグ』主題歌 |
| 2022年2月9日  | フットサルボーイズ!!!!! プレイヤーソングアルバム | 樫良木ルイ（峯田大夢）、結城心（新井雄也）、久我巧生（村上聡）、花山院快斗（馬場惇平）、京極聖（宮瀬尚也）、二葉ともえ（山本智哉） | 「Grab for victory」          | 『フットサルボーイズ!!!!!』関連曲                        |
| 2023年1月31日 | マガツノート 1stアルバム 魂響                    | MAD FANG | 「惡鬼招雷＜CHARACTER ver＞」 | 『マガツノート』関連曲                                   |

### シリーズ一覧
1. ↑  1ST SEASON（2019年）、2ND SEASON『MIX MEISEI STORY 2ND SEASON 〜二度目の夏、空の向こうへ〜』（2023年）
2. ↑  第1期（2022年 - 2023年）、第2期『決闘学園編』（2023年 - 2024年）
3. ↑  season1（2023年）、season2（2024年）

### 初出話一覧
1. 1 2  第1話初出
2. ↑  第12話初出
3. 1 2  第19話初出
4. ↑  第24話初出
5. ↑  第4話初出
6. 1 2  第6話初出
7. ↑  第5話初出
8. ↑  第35話初出
9. ↑  第2話初出
10. ↑  第3話初出
11. ↑  第21話初出

### ユニットメンバー
1. ↑  大和晴（高良崚太）、榊星一郎（石森周斗）、月丘柊依（吉原康平）、幸永椿貴（山口諒太郎）、南雲竜（古田一紀）、天門泰雅（坂井易直）、樫良木ルイ（峯田大夢）、結城心（新井雄也）、久我巧生（村上聡）、花山院快斗（馬場惇平）、京極聖（宮瀬尚也）、二葉ともえ（山本智哉）、昂守希（佐久間貴生）、十河夏輝（千葉瑞己）、相庭京介（浦和希）、花村理央（多田啓太）、鞍馬雪丸（上村源）、桐生蓮（TAKA）、白河瞬（岡延明）、橘藤吾（大海将一郎）、今園彩人（森永彩斗）、水無瀬亜佐（菊池勇成）、秋月奏夜（津田拓也）、朝比奈碧（奥山敬人）、天王寺刻成（川島慶嗣）、世良龍太朗（下川草介）、水無瀬涼佑（石井孝英）、ガルシア・エミリオ（小塚亮輔）、蓮美朔（木津つばさ）
2. ↑  秀吉（小笠原仁）、官兵衛（馬場惇平）、清正（仲村宗悟）